# Alexandru Neagu
Alexandru Neagu (Bucareste, 19 de julho de 1948 — Bucareste, 17 de abril de 2010) foi um futebolista romeno.
Neagu atuou toda sua carreira profissional no Rapid Bucareste, estreando em 1965 e duas temporada depois ganhou a Liga I em 1967, alem de duas taças da Romênia em 1972 e 1975.
Neagu ao longo dos anos 70, foi quatro vezes seguidas o maior goleador do clube em 1969, 1070, 1971 e 1972.